# 鍛冶司
鍛冶司（かぬちし／かぬちのつかさ／かじのつかさ／かじし／たんやし）は、　律令制で、宮内省に属する役所。 銅、鉄などで雑器を作り、また、それを作る鍛冶部を支配した。

## 概要
鍛部20人、鍛戸338戸が所属し、刀剣や銅・鉄製の雑器類を製作した。職員に正（かみ）、佑（すけ）、大小令史（さかん）などがある。
大蔵省に典鋳司があり、金・銀・銅・鉄を鋳造したが、鉄製品は鍛冶司が担当することが多かった。『続日本紀』巻第三の文武天皇慶雲元年4月（704年）の記事によると、
ともあり、大宝令施行当時、鍛冶と鋳造の2つの機能を合わせ持っていたものと想像される。これは、典鋳司が大宝令で新設されたばかりで、工人の配属が遅れ、令施行後の数年は、官司として機能していなかったのではないか、と新井喜久夫は述べている。
『続紀』巻第十五によると、天平16年2月（744年）の雑戸の解放により、同年4月21日に造兵司とともに廃止され、その職掌は神亀5年7月（728年）に中務省の被管として設けられた内匠寮に吸収されたようである。しかし、『続紀』巻第十八にあるように天平勝宝4年2月（752年）に雑戸が復活すると、再設置されたようで、『続紀」巻第二十八には、神護景雲元年5月25日（767年）の鍛冶正任官記事が残されている。
『類聚三代格』によると、大同3年1月20日（808年）の平城天皇の詔によって、鍛冶司は木工寮（もくりょう）に併合された。